# Protolepidodendraceae
Protolepidodendraceae é uma família extinta de vegetais da ordem Protolepidodendrales.

## Registros fósseis
Foram encontrados fósseis nos Estados Unidos, Canadá e Europa central. Sendo 182 fósseis encontrados e 6 espécies aceitas.